# Dazai-Osamu-Gedenkstätte
Die Dazai-Osamu-Gedenkstätte „Shayōkan“ (jap. 太宰治記念館 「斜陽館」, Dazai Osamu Kinenkan „Shayōkan“) steht in dem Ort Kanagi (heute: Goshogawara) in der Präfektur Aomori. Bei der literarischen Gedenkstätte handelt sich um das ehemalige Wohnhaus des japanischen Schriftstellers Dazai Osamu. Als mustergültiges Wohnhaus der japanischen Gegenwartsarchitektur wurde es 2004 zum wichtigen nationalen Kulturgut ernannt.

## Übersicht

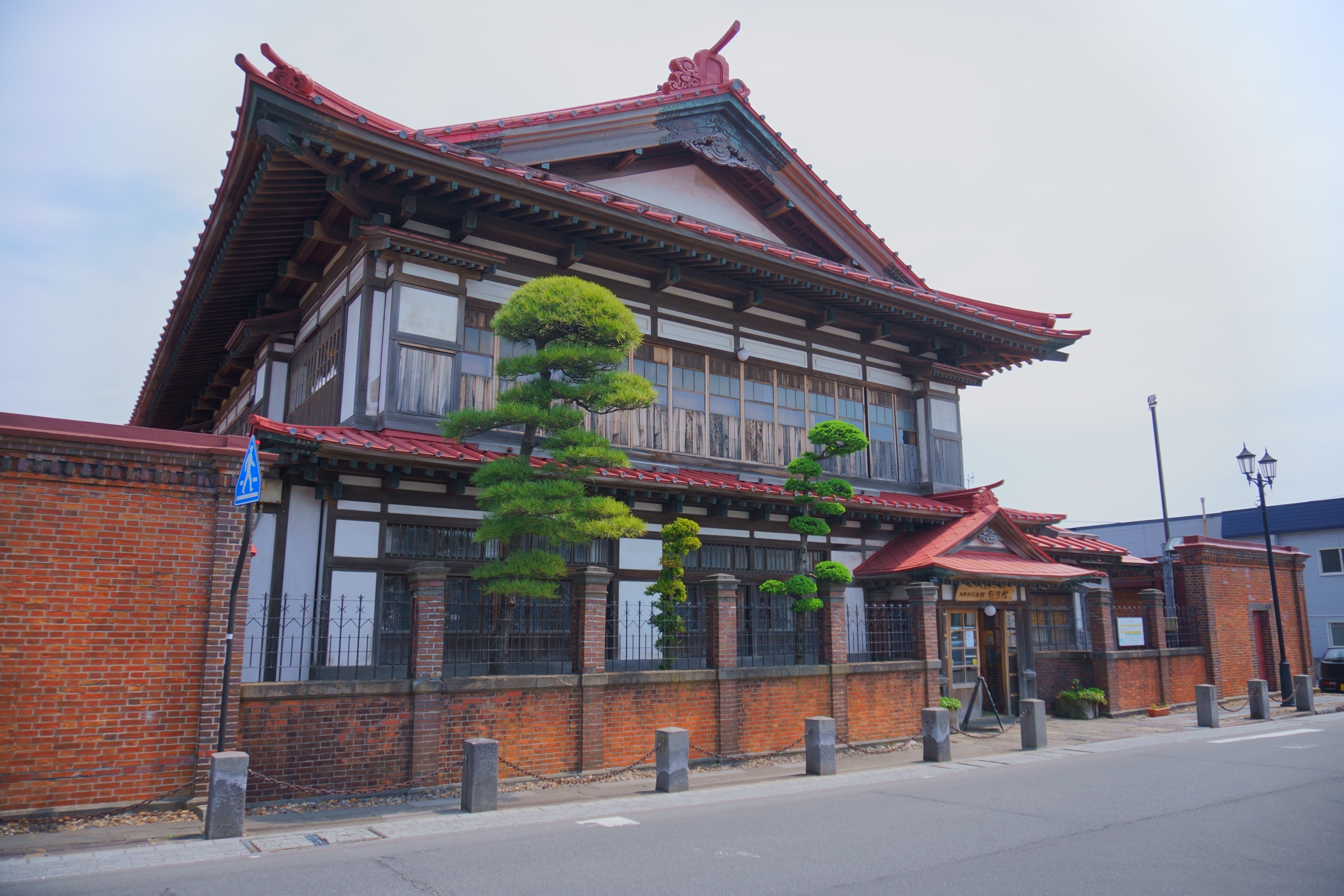
Die Dazai-Osamu-Gedenkstätte, im Juni 1907 gebaut

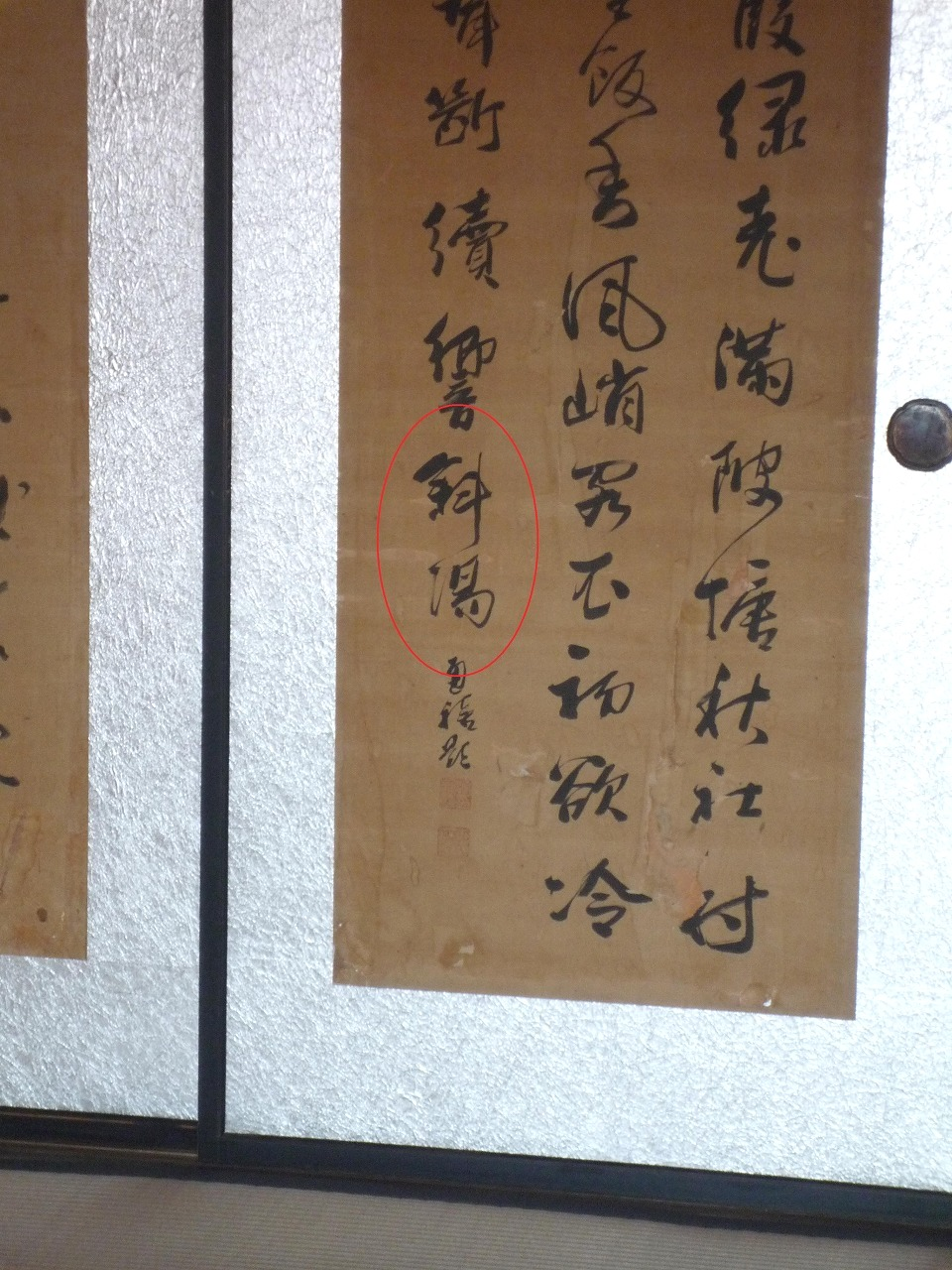
Fusuma mit den Kanji 斜陽 Shayō, im gleichnamigen Raum in der ersten Etage

Das Haus wurde 1907 von Dazais Vater Tsushima Gen’emon, einem Abgeordneten des japanischen Parlaments, erbaut. Dazai wohnte in diesem Haus bis 1923, als er von der Mittelschule auf eine weiterführende Schule ging und nach Aomori umzog.
Nach dem Tod Dazais 1950 verkaufte die Familie Tsushima das Haus. Der Besitzer eines Ryokan in der Nachbarschaft kaufte das Haus und renovierte es als Gedenkstätte und nutzte es zugleich als Ryokan, das er nach Dazais Roman Shayō (斜陽, Untergehende Sonne) Shayōkan nannte. Das Ryokan wie ein sich darin befindendes Café erfreuten sich von der Eröffnung 1950 an bei den Anhängern Dazais großer Beliebtheit. Auch die öffentlich zugängliche Gedenkstätte wurde im Laufe der Zeit nicht nur von Hotelgästen, sondern auch von Dazai-Fans besucht.
Als sich die Verwaltung des Ryokan verschlechterte, entschloss sich der Besitzer dazu, das Shayōkan zu veräußern. 1995 kaufte der Ort Kanagi das Haus und machte mit dem Umbau zur literarischen Gedenkstätte einen Neuanfang. Aus diesem Grund wurde die Gedenkstätte 1998 unter dem gegenwärtigen Namen Dazai-Osamu-Gedenkstätte Shayōkan wieder eröffnet. Auch heute noch kann man in dem Haus übernachten. Darüber hinaus dient es als Archiv für Dazais literarisches Schaffen und als Museum, in dem auch kostbare Habseligkeiten von Großgrundbesitzern zum Beginn der Shōwa-Zeit, wie der Familie Tsushima ausgestellt sind.
Das Gebäude ist in Holzbauweise mit dem für Aomori typischen Hibaholz ausgeführt. Im Erdgeschoss befinden sich elf Räume mit einer Fläche von 278 Tsubo (ca. 917 m²), in der ersten Etage acht Zimmer mit einer Fläche von 116 Tsubo (ca. 382 m²). Insgesamt umfasst die Grundbesitzer-Residenz einschließlich Gartenanlage, Teich und weiterer zur Anlage hinzugehörender Gebäude eine Gesamtfläche von 680 Tsubo (ca. 2244 m²). Das äußere Erscheinungsbild des Gebäudes entspricht dem eines typisch japanischen Wohnhauses. Die Anordnung und der Schnitt der Räume ist großzügig und er folgt der Anordnung der Räume in Stadthäusern der Tsugaru-Region. Im Innern hingegen befinden sich auch u. a. Treppenhaus und Empfangszimmer nach westlicher Art, so dass es eine Mischform japanisch-westlicher Architektur darstellt.
Auf der gegenüberliegenden Seite des Gebäudes befindet sich eine Zweigstelle der Aomori Bank, doch ist diese Nachbarschaft kein Zufall, denn das von der Familie Tsushima während der Meiji-Zeit betriebene Bankgeschäft ging später in die Aomori Bank über.

## Gebäudedaten
- Planung: Horie Sakichi[1] (1875–1907)
- Fertigstellung: 1907
- Konstruktion: eingeschossiges Holzhaus mit Fußwalmdach
- Adresse: 〒037-0202 Aomori-ken Goshogawara-shi Kanagi-machi Asahiyama 412-1
- im Dezember 2004 zum nationalen und wichtigen Kulturgut erklärt